# Trattamento antiriflesso

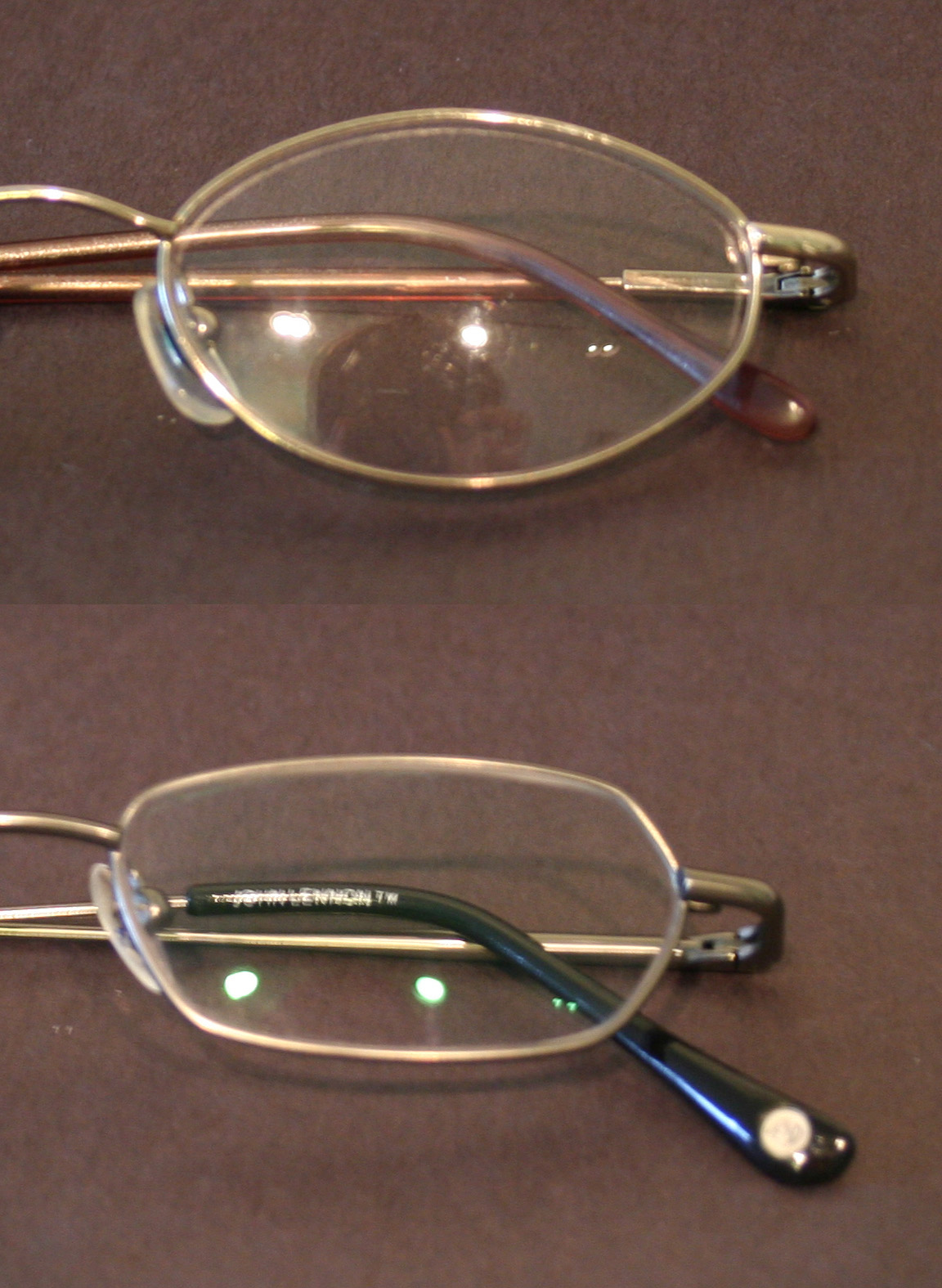
Confronto tra due lenti, in alto sprovvista di trattamento antiriflesso, in basso munita di trattamento

Il trattamento antiriflesso consiste nella deposizione di un sottilissimo strato di particolari sali minerali, oppure ossidi di metallo, su dispositivi ottici quali le lenti degli obiettivi o degli occhiali, per ridurre i riflessi di luce parassiti che riducono la nitidezza delle immagini fornite dal sistema ottico.

## Caratteristiche
Lo strato antiriflesso deve avere uno spessore pari ad un quarto della lunghezza d'onda della luce incidente. Questo conferisce alle lenti trattate un caratteristico riflesso colorato, dovuto al fatto che non tutta la banda della luce visibile viene influenzata dallo strato antiriflesso: le lunghezze d'onda distanti dal valore scelto vengono comunque riflesse.

## Storia
I primi trattamenti antiriflesso furono introdotti dalla Carl Zeiss ad opera del dottor Alexander Smakula nel 1935. Solo dopo la seconda guerra mondiale fu possibile utilizzare i brevetti ad uso civile, perché fino ad allora considerati di importanza strategica. Il primo obiettivo fotografico commerciale dotato di trattamento antiriflessi fu il Leitz Summitar 50 mm f/2 in montatura rientrante per le Leica a telemetro con innesto a vite 39x1, realizzato nel 1945. Il trattamento, noto anche come "azzurratura" a causa del colore assunto dalle lenti, consisteva nella vaporizzazione di fluoruro di magnesio sulle lenti poste in una campana sotto vuoto. In seguito venne usato anche il fluoruro di calcio.
Successivamente il procedimento venne perfezionato aggiungendo strati di diverso spessore (multi coated) in modo da assorbire lunghezze d'onda diverse. L'applicazione degli strati antiriflesso permise la costruzione di obiettivi più complessi, visto che in precedenza i riflessi fra le lenti non consentivano di costruire gruppi ottici con più di quattro lenti. Fu così possibile allestire obiettivi che utilizzavano fino a sette o otto lenti, più luminosi e con una migliore correzione delle aberrazioni ottiche. Un deciso passo avanti fu la messa in commercio da parte dell'Asahi Pentax degli obiettivi Super Multi Coated (SMC) che utilizzavano sette strati alternati di ossido di zirconio e fluoruro di magnesio su ogni lente.
Oggi tutti gli obiettivi vengono fabbricati con trattamenti antiriflesso multistrato. Altri sistemi antiriflessi famosi sono il NIC (Nikon Integrated Coating), i Canon SC ed SSC (Spectra Coating e Super Spectra Coating), il Tamron BBAR (Broad Band Anti Reflection), i Fuji EBC e SEBC (Electric Beam Coating e Super Electric Beam Coating).